# Guillaume Geneste
Guillaume Geneste est un photographe et tireur de photographies argentiques français né en 1962. Il est le fondateur du laboratoire La Chambre Noire.

## Biographie
Guillaume Geneste est né en 1962. Photographe amateur, il a seize ans quand il aménage un laboratoire photo dans la cave de la maison familiale pour réaliser ses tirages.   
Il fait des études de photographie à l’EFET (École française d’enseignement technique), puis travaille dans un laboratoire industriel. Il rencontre le tireur Marc Bruhat et travaille de 1986 à 1990 à l’atelier Sillages. Responsable du laboratoire Contrejour de 1990 à 1995, il fonde son atelier La Chambre Noire en 1996.  
Il est le tireur attitré des photographies de Jacques-Henri Lartigue, Denis Roche, Pierre De Fenoyl,  Sabine Weiss, Martine Franck, Bernard Plossu, etc.
Il crée, en 2006, « Tiré à part », une collection de livres d’artistes consacrés à la photographie, sous la forme de coffrets rassemblant des tirages photographiques et des textes.

## Publications
- Guillaume Geneste, Denis Roche, L’ordre des photos : Autoportraits de famille, t. 1, Paris, Filigranes, 2018, 129 p. (ISBN 2350464326)
- Guillaume Geneste, Bernard Plossu, La prolongation du bonheur : Autoportraits de famille, t. 2, Paris, Filigranes, 2018, 156 p. (ISBN 2350464415)
- Farid Abdelouahab, Guillaume Geneste, Francoise Roche dir. La Montée des circonstances, Robert Delpire, 2018, coll. « Des images et des mots »  (ISBN 9791095821090)
- Guillaume Geneste, Anne-Marie Garat, À bout de bras : Autoportraits de famille, t. 3, Paris, Filigranes, 2019 (ISBN 2350464679)
- Guillaume Geneste, Téréza Siza, Trop n’est même pas assez : Autoportraits de famille, t. 4, Paris, Filigranes, 2019 (ISBN 2350464792)
- Guillaume Geneste, Le tirage à mains nues, Paris, Lamaindonne, 2020, 264 p. (ISBN 2956048856)

## Prix et récompenses
- 2020 : Prix HIP catégorie « Histoire de la photographie »[7]
- 2021 : Prix du tirage Collection Florence & Damien Bachelot pour son travail avec Bernard Plossu[5].

### Vidéogramme
- Le tirage à mains nues, Arte TV, 27 octobre 2020

### Podcast
- Guillaume Geneste : « La photographie est un leurre qui vous fait croire qu'elle peut arrêter le temps », France Culture, 44 min,  22 octobre 2020.